# پتر روساکم
پتر روساکم (به انگلیسی: Peter Roskam) نمایندهٔ حوزه انتخابیه ششم ایلی‌نوی از حزب جمهوری‌خواه ایالات متحده آمریکا در مجلس نمایندگان ایالات متحده آمریکا است که برای نخستین‌بار در ۱۹ ژانویه ۲۰۰۷ میلادی به‌عضویت این مجلس درآمد.